# Petit ange et son pantin
Pour plus de détails, voir Fiche technique et Distribution.
Petit-ange et son pantin est un film français réalisé par Luitz-Morat et sorti en 1923.

## Synopsis
Une jeune sténo-dactylo, maman d'une petite fille de six ans (Petit-ange), a été repérée par un banquier, qui lui fait des avances. Il s'arrange pour lui obtenir un emploi en province.

## Fiche technique
- Réalisation : Luitz-Morat
- Scénario : Luitz-Morat et Alfred Vercourt[1]
- Production : Films Luitz-Morat
- Photographie : Franck Daniau
- Durée : 1 950 m
- Date de sortie: 28 décembre 1923 ( France)

## Distribution
- Régine Dumien : Régine dite Petit-ange
- Gabriel de Gravone : Félix Morand
- Emilia Virgo-Nauty : Gisèle Aubry
- Henri Collen : Kaan
- Pâquerette : La mère de Gisèle
- Berthe Jalabert
- Guyon fils

## Critique
Le film est qualifié de « niaiserie sentimentale » par Jean Mitry.